# Pedreiro

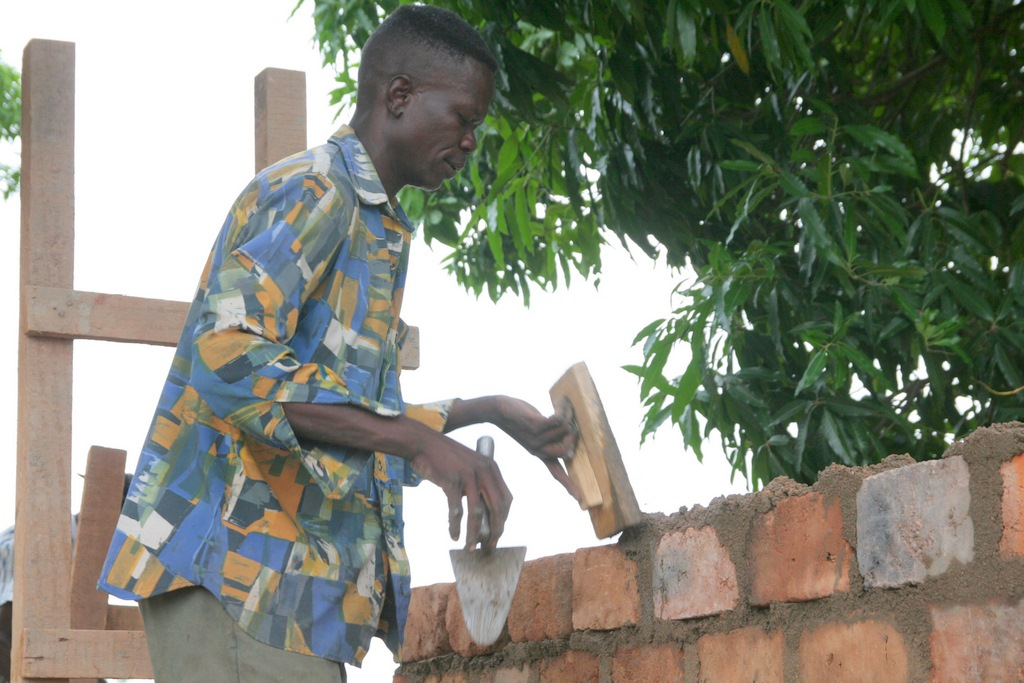
Um pedreiro trabalhando em uma obra

Pedreiro é o profissional que constrói ou reveste muros, paredes, escadas, vigas, lajes, tectos, telhados, chaminés, etc., em edifícios, infraestruturas de saneamento e outras obras de construção geralmente orientado pelo engenheiro ou mestre de obras, utilizando materiais tais como a rocha ou pedra, o tijolo, a telha, o mosaico e o azulejo, o adobe, o cimento, a argamassa, a cal, o gesso e o betão e como ferramentas o escopro (ou cinzel) e o martelo, a picareta, a colher de pedreiro, a trolha, as réguas e esquadros, o compasso, o fio de prumo (ou prumo) e o nível de bolha (ou nível), entre outras.
Em Portugal, o pedreiro é por vezes chamado trolha, palavra que significa, em geral, ajudante ou servente de pedreiro, mas também se pode referir ao operário que reboca ou caia paredes e assenta telhados ou ainda à ferramenta com que o pedreiro assenta a argamassa.